# Anna Gawrońska
Anna Gawrońska (ur. 24 marca 1979 w Gostyniu) – polska piłkarka, grająca na pozycji napastniczki, w latach 2002–2017 reprezentantka kraju.

## Młodość i edukacja
Córka Romualda Gawrońskiego, radnego miejskiego w Borku Wielkopolskim i Doroty z d. Siudy, księgowej. Mieszkała w Karolewie, uczęszczała do Szkoły Podstawowej im. Władysława Jagiełły w Borku Wielkopolskim. W 1998 r. zdała maturę w I Liceum Ogólnokształcącym im. Powstańców Wielkopolskich w Koźminie Wielkopolskim. W 2001 r. ukończyła studia w Kolegium Nauczycielskim w Lesznie. Studiowała na Akademii Wychowania Fizycznego w Poznaniu, gdzie w 2005 r. uzyskała stopień magistra. W latach 2001–2003 pracowała jako nauczycielka wychowania fizycznego w Zespole Szkół im. Powstańców Wielkopolskich w Borku Wielkopolskim. W 2004 roku podjęła pracę w Szkole Mistrzostwa Sportowego w Konine.

## Kariera piłkarska

### Klubowa
Karierę piłkarską rozpoczęła w 2001 r.. Była zawodniczką Warty Poznań, a następnie Ateny Poznań. W 2004 r. przeniosła się do Medyka Konin, z którym 6-krotnie zdobyła Puchar Polski (2004/05, 2005/06, 2007/08, 2012/13, 2013/14, 2014/15) oraz dwukrotnie mistrzostwo Polski (2013/14, 2014/15). W 2008 r. i 2011 r. zdobyła tytuł królowej strzelczyń Ekstraligi.

### Reprezentacyjna
W seniorskiej reprezentacji Polski zadebiutowała 12 października 2002 w przegranym 0:8 meczu ze Szwecją. Uczestniczka eliminacji do ME 2005, MŚ 2007 (8 meczów, 3 bramki) i ME 2009. Ostatni mecz w kadrze narodowej rozegrała 8 czerwca 2017, w wygranym 3:2 spotkaniu przeciwko Ukrainkom.

## Kariera trenerska
W 2006 r. ukończyła studia podyplomowe na Akademii Wychowania Fizycznego w Poznaniu, uzyskując uprawnienia trenera II klasy piłki nożnej. Od 2010 r. pełniła funkcję asystentki trenera Medyka Konin oraz asystentki trenera kadry wojewódzkiej U-16 Wielkopolskiego Związku Piłki Nożnej. W styczniu 2011 r. rozpoczęła pracę szkoleniowca. Razem z Niną Patalon stanęła wówczas na czele pierwszej drużyny Medyku. W maju 2014 r. została selekcjonerką reprezentacji Polski U-15 kobiet, funkcję tę pełniła do 2016 r.. Od stycznia 2024 r. pełni funkcję drugiej trenerki Medyka Konin.